# La Favorite (1938)
La Favorite – francuski okręt podwodny typu Aurore z okresu II wojny światowej. Nieukończony został zdobyty przez Niemcy w 1940 roku i wcielony do Kriegsmarine w 1942 roku jako UF-2, gdzie służył jako jednostka szkolna. Wycofany ze służby podczas stacjonowania w gdyńskim porcie w lipcu 1944 roku. Zdobyty przez Armię Czerwoną w 1945 roku i zatopiony w pobliżu Helu. 

## Historia
Rozpoczęcie budowy „La Favorite” miało miejsce w 1937 roku. Wodowanie nastąpiło we wrześniu 1938 roku. Okręt nie wziął udziału w walkach podczas niemieckiej inwazji w 1940 roku, ponieważ trwały na nim prace wyposażeniowe. Nieukończoną jednostkę zdobyły wojska niemieckie. W 1941 roku okręt otrzymał oznaczenie UF-2. Wznowione prace wyposażeniowe zakończyły się w listopadzie 1942 roku, kiedy to okręt wcielono do Kriegsmarine w roli okrętu szkolnego. Do sierpnia 1943 roku służył w tej roli w ramach 5 flotylli stacjonującej w Kilonii. Następnie został przydzielony do jednostki szkolącej załogi okrętów podwodnych w Bergen . Okręt wycofano ze służby w lipcu 1944 roku w Gdyni. Niesprawny technicznie okręt został zdobyty przez Armię Czerwoną w 1945 roku, a następnie zatopiony na północ od Helu .